# 大分県立三重高等学校
大分県立三重高等学校（おおいたけんりつみえこうとうがっこう）は、かつて大分県豊後大野市（旧・大野郡）三重町内田に所在した公立の高等学校。
2006年4月、本校、大分県立三重農業高等学校、大分県立緒方工業高等学校、大分県立竹田商業高等学校の4校を統合した大分県立三重総合高等学校が開校したため、同年から新入生の募集を停止し、在校生が卒業した2008年3月をもって閉校した。
三重高校の校歌は、山田耕筰が作曲したものである。

## 設置学科
- 普通科

## 所在地
- 〒879-7125 大分県豊後大野市（旧・大野郡）三重町大字内田2706

## 沿革
- 1902年（明治35年）4月13日 - 大野郡立農学校として創立
- 1905年（明治38年）4月13日 - 女子部を設置
- 1917年（大正6年）4月 - 男子部を県立農学校に移管
- 1921年（大正10年）4月1日 - 大分県大野実業女学校と改称
- 1923年（大正12年）4月1日 - 大分県立三重高等女学校と改称
- 1941年（昭和16年）10月1日 - 通学中の女学校の生徒が豊肥線列車脱線転落事故に巻き込まれる[1]。
- 1948年（昭和23年）4月1日 - 学制改革により大分県立三重高等学校第一部と改称
- 1949年（昭和24年）4月1日 - 大分県立三重高等学校東校舎と改称
- 1951年（昭和26年）4月1日 - 独立して大分県立三重東高等学校内田校舎となる
- 1953年（昭和28年）4月1日 - 大分県立三重高等学校内田校舎と改称
- 1954年（昭和29年）4月23日 - 大分県立三重高等学校三重校舎と改称
- 1961年（昭和36年）4月1日 - 大分県立三重高等学校本校と改称
- 1970年（昭和45年）4月1日 - 犬飼分校を統合
- 2008年（平成20年）3月31日 - 統合により閉校.

## 主な卒業生
- 伊東真理 - フリーアナウンサー、元大分放送アナウンサー